# Крос Плејнс (Тексас)
Крос Плејнс (енгл. Cross Plains) град је у америчкој савезној држави Тексас. По попису становништва из 2010. у њему је живело 982 становника.

## Демографија
Према попису становништва из 2010. у граду је живело 982 становника, што је 86 (8,1%) становника мање него 2000. године.
| Група             | 2000.         | 2010.       |
| Белци             | 1.003 (93,9%) | 915 (93,2%) |
| Афроамериканци    | 0 (0,0%)      | 1 (0,1%)    |
| Азијати           | 0 (0,0%)      | 0 (0,0%)    |
| Хиспаноамериканци | 57 (5,3%)     | 53 (5,4%)   |
| Укупно            | 1.068         | 982         |